# Luke McShane
Pour les articles homonymes, voir McShane.
Luke James McShane est un grand maître anglais du jeu d'échecs né le 7 janvier 1984. Au 1er décembre 2019, son classement Elo est de 2 677 points ; il est ainsi le 4e joueur anglais et le 58e mondial.

## Biographie et carrière

### Débuts aux échecs

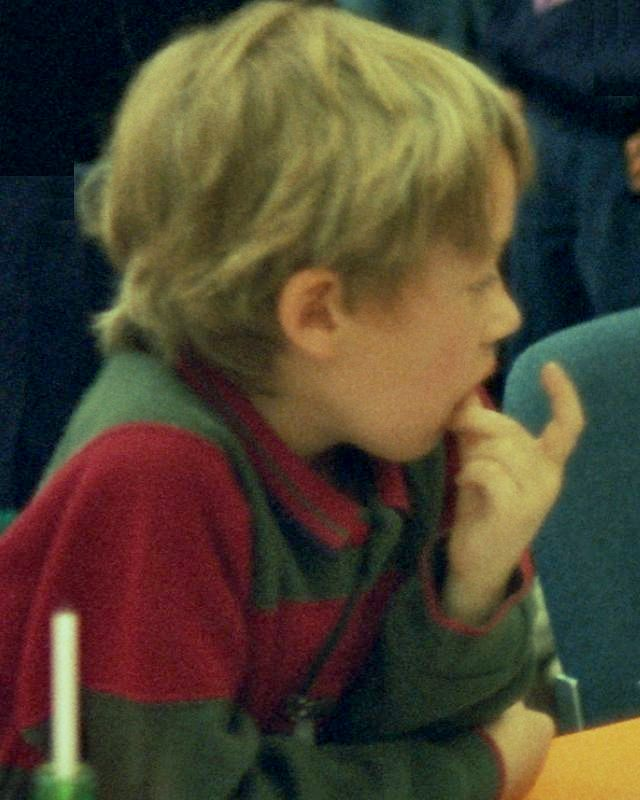
Luke McShane, Duisbourg 1992

McShane était considéré comme un jeune prodige, remportant le championnat du monde des moins de 10 ans à 8 ans à peine, en 1992. Il a alors été sponsorisé par le fabricant de matériel informatique Psion. À 16 ans, il devient le plus jeune grand maître britannique, remportant les trois normes en Allemagne, en Islande et lors de la Politiken Cup du festival d'échecs de Copenhague au Danemark. En janvier 2004, McShane était le deuxième junior mondial après Teimour Radjabov.

### Palmarès
Parmi ses résultats les plus remarquables, on peut relever la 1re place au Bunratty Masters d'Irlande en 1998, ex æquo avec John Nunn, remportant 5 des 6 parties, ainsi que sa victoire au Iona Tech Masters de Kilkenny, partagée avec Stuart Conquest et Bogdan Lalić. McShane a aussi mené le championnat du Royaume-Uni en 2002 à Torquay et était dans une bonne position dans la dernière ronde, avant de commettre une erreur et de perdre contre le futur champion, Ramachandran Ramesh. Il finit quatrième.
Depuis 2002, McShane rencontre des adversaires plus forts, dont des joueurs du top 10 mondial. Il a défendu les couleurs anglaises à l'Olympiade d'échecs de 2002 à Bled, marquant 6,5/11 et décroché la médaille d'argent au championnat du monde junior de 2002 à Goa. En 2003, il obtient une honorable cinquième place au fort tournoi de Hrokurinn à Reykjavik, finissant devant le numéro un anglais, Michael Adams et annulant contre Viktor Kortchnoï et Alexeï Chirov. Il bat Chirov dans un tournoi de blitz ultérieur à Reykjavik. En 2003, au tournoi d'échecs Sigeman & Co de Malmö, il finit 3e avec 5,5/9, annulant contre le vainqueur du tournoin Vassili Ivantchouk. Toujours en 2003, il finit premier ex æquo avec Alexei Dreev et Krishnan Sasikiran à la North Sea Cup de Esbjerg au Danemark avec 6,5/9, puis deuxième ex æquo à la Politiken Cup de Copenhague avec 8,5/11 et remporte le Malmö Masters avec 7,5/9, à 1,5 point du second.
McShane est un fort joueur de blitz. Il a gagné le tournoi de 136 joueurs à Kuppenheim en 2003, devant Vladimir Epichine et l'ancien champion de blitz allemand, Robert Rabiega, finissant avec un score de 50,5/53. Dans ce tournoi, il participait à la compétition via Internet, tandis que les autres joueurs étaient présents dans l'aire de jeu en Allemagne. En 2003, il remporte le championnat de blitz britannique d'Uxbridge avec un score de 14,5/16, puis le tournoi open de parties rapides du Groenland avec 8,5/9.
Au Chess Classic de Londres, le 8 décembre 2010, Luke McShane gagne la première partie contre Magnus Carlsen, mais finit le tournoi à la deuxième place avec 4.5/7 derrière Carlsen qui fait le même score mais avec plus de parties gagnées. En 2011, il devient le numéro un anglais devant Short. En 2017 et 2018, McShane termine à la deuxième place lors du championnat de Grande-Bretagne après départages.

### Carrière dans la finance
McShane a suivi les cours de la Westminster Under School, puis de la City of London School, avant d'entrer à l'université d'Oxford en 2003, où il suit les cours de philosophie et de mathématiques à l'University College. Il a cependant continué à jouer pour la Bundesliga allemande et finit 1er avec Miguel Illescas et Emil Sutovsky au tournoi de Pampelune avec une performance Elo de 2701. En été 2006, il a suivi un stage à Goldman Sachs. Il décroche son diplôme en 2007, et travaille depuis pour Goldman Sachs comme opérateur de marché. N'étant donc pas un professionnel des échecs, il est parfois considéré comme le meilleur amateur actuel.

## Exemple de partie
Dans cette partie, McShane bat Kramnik dans sa défense berlinoise favorite.
|   | a | b | c | d | e | f | g | h |   |
| 8 | Roi noir sur case blanche d7 · Pion blanc sur case noire f6 · Dame blanche sur case noire e5 · Roi blanc sur case noire g5 · Pion blanc sur case noire g3 · Dame noire sur case blanche f1 | Roi noir sur case blanche d7 · Pion blanc sur case noire f6 · Dame blanche sur case noire e5 · Roi blanc sur case noire g5 · Pion blanc sur case noire g3 · Dame noire sur case blanche f1 | Roi noir sur case blanche d7 · Pion blanc sur case noire f6 · Dame blanche sur case noire e5 · Roi blanc sur case noire g5 · Pion blanc sur case noire g3 · Dame noire sur case blanche f1 | Roi noir sur case blanche d7 · Pion blanc sur case noire f6 · Dame blanche sur case noire e5 · Roi blanc sur case noire g5 · Pion blanc sur case noire g3 · Dame noire sur case blanche f1 | Roi noir sur case blanche d7 · Pion blanc sur case noire f6 · Dame blanche sur case noire e5 · Roi blanc sur case noire g5 · Pion blanc sur case noire g3 · Dame noire sur case blanche f1 | Roi noir sur case blanche d7 · Pion blanc sur case noire f6 · Dame blanche sur case noire e5 · Roi blanc sur case noire g5 · Pion blanc sur case noire g3 · Dame noire sur case blanche f1 | Roi noir sur case blanche d7 · Pion blanc sur case noire f6 · Dame blanche sur case noire e5 · Roi blanc sur case noire g5 · Pion blanc sur case noire g3 · Dame noire sur case blanche f1 | Roi noir sur case blanche d7 · Pion blanc sur case noire f6 · Dame blanche sur case noire e5 · Roi blanc sur case noire g5 · Pion blanc sur case noire g3 · Dame noire sur case blanche f1 | 8 |
| 7 | Roi noir sur case blanche d7 · Pion blanc sur case noire f6 · Dame blanche sur case noire e5 · Roi blanc sur case noire g5 · Pion blanc sur case noire g3 · Dame noire sur case blanche f1 | Roi noir sur case blanche d7 · Pion blanc sur case noire f6 · Dame blanche sur case noire e5 · Roi blanc sur case noire g5 · Pion blanc sur case noire g3 · Dame noire sur case blanche f1 | Roi noir sur case blanche d7 · Pion blanc sur case noire f6 · Dame blanche sur case noire e5 · Roi blanc sur case noire g5 · Pion blanc sur case noire g3 · Dame noire sur case blanche f1 | Roi noir sur case blanche d7 · Pion blanc sur case noire f6 · Dame blanche sur case noire e5 · Roi blanc sur case noire g5 · Pion blanc sur case noire g3 · Dame noire sur case blanche f1 | Roi noir sur case blanche d7 · Pion blanc sur case noire f6 · Dame blanche sur case noire e5 · Roi blanc sur case noire g5 · Pion blanc sur case noire g3 · Dame noire sur case blanche f1 | Roi noir sur case blanche d7 · Pion blanc sur case noire f6 · Dame blanche sur case noire e5 · Roi blanc sur case noire g5 · Pion blanc sur case noire g3 · Dame noire sur case blanche f1 | Roi noir sur case blanche d7 · Pion blanc sur case noire f6 · Dame blanche sur case noire e5 · Roi blanc sur case noire g5 · Pion blanc sur case noire g3 · Dame noire sur case blanche f1 | Roi noir sur case blanche d7 · Pion blanc sur case noire f6 · Dame blanche sur case noire e5 · Roi blanc sur case noire g5 · Pion blanc sur case noire g3 · Dame noire sur case blanche f1 | 7 |
| 6 | Roi noir sur case blanche d7 · Pion blanc sur case noire f6 · Dame blanche sur case noire e5 · Roi blanc sur case noire g5 · Pion blanc sur case noire g3 · Dame noire sur case blanche f1 | Roi noir sur case blanche d7 · Pion blanc sur case noire f6 · Dame blanche sur case noire e5 · Roi blanc sur case noire g5 · Pion blanc sur case noire g3 · Dame noire sur case blanche f1 | Roi noir sur case blanche d7 · Pion blanc sur case noire f6 · Dame blanche sur case noire e5 · Roi blanc sur case noire g5 · Pion blanc sur case noire g3 · Dame noire sur case blanche f1 | Roi noir sur case blanche d7 · Pion blanc sur case noire f6 · Dame blanche sur case noire e5 · Roi blanc sur case noire g5 · Pion blanc sur case noire g3 · Dame noire sur case blanche f1 | Roi noir sur case blanche d7 · Pion blanc sur case noire f6 · Dame blanche sur case noire e5 · Roi blanc sur case noire g5 · Pion blanc sur case noire g3 · Dame noire sur case blanche f1 | Roi noir sur case blanche d7 · Pion blanc sur case noire f6 · Dame blanche sur case noire e5 · Roi blanc sur case noire g5 · Pion blanc sur case noire g3 · Dame noire sur case blanche f1 | Roi noir sur case blanche d7 · Pion blanc sur case noire f6 · Dame blanche sur case noire e5 · Roi blanc sur case noire g5 · Pion blanc sur case noire g3 · Dame noire sur case blanche f1 | Roi noir sur case blanche d7 · Pion blanc sur case noire f6 · Dame blanche sur case noire e5 · Roi blanc sur case noire g5 · Pion blanc sur case noire g3 · Dame noire sur case blanche f1 | 6 |
| 5 | Roi noir sur case blanche d7 · Pion blanc sur case noire f6 · Dame blanche sur case noire e5 · Roi blanc sur case noire g5 · Pion blanc sur case noire g3 · Dame noire sur case blanche f1 | Roi noir sur case blanche d7 · Pion blanc sur case noire f6 · Dame blanche sur case noire e5 · Roi blanc sur case noire g5 · Pion blanc sur case noire g3 · Dame noire sur case blanche f1 | Roi noir sur case blanche d7 · Pion blanc sur case noire f6 · Dame blanche sur case noire e5 · Roi blanc sur case noire g5 · Pion blanc sur case noire g3 · Dame noire sur case blanche f1 | Roi noir sur case blanche d7 · Pion blanc sur case noire f6 · Dame blanche sur case noire e5 · Roi blanc sur case noire g5 · Pion blanc sur case noire g3 · Dame noire sur case blanche f1 | Roi noir sur case blanche d7 · Pion blanc sur case noire f6 · Dame blanche sur case noire e5 · Roi blanc sur case noire g5 · Pion blanc sur case noire g3 · Dame noire sur case blanche f1 | Roi noir sur case blanche d7 · Pion blanc sur case noire f6 · Dame blanche sur case noire e5 · Roi blanc sur case noire g5 · Pion blanc sur case noire g3 · Dame noire sur case blanche f1 | Roi noir sur case blanche d7 · Pion blanc sur case noire f6 · Dame blanche sur case noire e5 · Roi blanc sur case noire g5 · Pion blanc sur case noire g3 · Dame noire sur case blanche f1 | Roi noir sur case blanche d7 · Pion blanc sur case noire f6 · Dame blanche sur case noire e5 · Roi blanc sur case noire g5 · Pion blanc sur case noire g3 · Dame noire sur case blanche f1 | 5 |
| 4 | Roi noir sur case blanche d7 · Pion blanc sur case noire f6 · Dame blanche sur case noire e5 · Roi blanc sur case noire g5 · Pion blanc sur case noire g3 · Dame noire sur case blanche f1 | Roi noir sur case blanche d7 · Pion blanc sur case noire f6 · Dame blanche sur case noire e5 · Roi blanc sur case noire g5 · Pion blanc sur case noire g3 · Dame noire sur case blanche f1 | Roi noir sur case blanche d7 · Pion blanc sur case noire f6 · Dame blanche sur case noire e5 · Roi blanc sur case noire g5 · Pion blanc sur case noire g3 · Dame noire sur case blanche f1 | Roi noir sur case blanche d7 · Pion blanc sur case noire f6 · Dame blanche sur case noire e5 · Roi blanc sur case noire g5 · Pion blanc sur case noire g3 · Dame noire sur case blanche f1 | Roi noir sur case blanche d7 · Pion blanc sur case noire f6 · Dame blanche sur case noire e5 · Roi blanc sur case noire g5 · Pion blanc sur case noire g3 · Dame noire sur case blanche f1 | Roi noir sur case blanche d7 · Pion blanc sur case noire f6 · Dame blanche sur case noire e5 · Roi blanc sur case noire g5 · Pion blanc sur case noire g3 · Dame noire sur case blanche f1 | Roi noir sur case blanche d7 · Pion blanc sur case noire f6 · Dame blanche sur case noire e5 · Roi blanc sur case noire g5 · Pion blanc sur case noire g3 · Dame noire sur case blanche f1 | Roi noir sur case blanche d7 · Pion blanc sur case noire f6 · Dame blanche sur case noire e5 · Roi blanc sur case noire g5 · Pion blanc sur case noire g3 · Dame noire sur case blanche f1 | 4 |
| 3 | Roi noir sur case blanche d7 · Pion blanc sur case noire f6 · Dame blanche sur case noire e5 · Roi blanc sur case noire g5 · Pion blanc sur case noire g3 · Dame noire sur case blanche f1 | Roi noir sur case blanche d7 · Pion blanc sur case noire f6 · Dame blanche sur case noire e5 · Roi blanc sur case noire g5 · Pion blanc sur case noire g3 · Dame noire sur case blanche f1 | Roi noir sur case blanche d7 · Pion blanc sur case noire f6 · Dame blanche sur case noire e5 · Roi blanc sur case noire g5 · Pion blanc sur case noire g3 · Dame noire sur case blanche f1 | Roi noir sur case blanche d7 · Pion blanc sur case noire f6 · Dame blanche sur case noire e5 · Roi blanc sur case noire g5 · Pion blanc sur case noire g3 · Dame noire sur case blanche f1 | Roi noir sur case blanche d7 · Pion blanc sur case noire f6 · Dame blanche sur case noire e5 · Roi blanc sur case noire g5 · Pion blanc sur case noire g3 · Dame noire sur case blanche f1 | Roi noir sur case blanche d7 · Pion blanc sur case noire f6 · Dame blanche sur case noire e5 · Roi blanc sur case noire g5 · Pion blanc sur case noire g3 · Dame noire sur case blanche f1 | Roi noir sur case blanche d7 · Pion blanc sur case noire f6 · Dame blanche sur case noire e5 · Roi blanc sur case noire g5 · Pion blanc sur case noire g3 · Dame noire sur case blanche f1 | Roi noir sur case blanche d7 · Pion blanc sur case noire f6 · Dame blanche sur case noire e5 · Roi blanc sur case noire g5 · Pion blanc sur case noire g3 · Dame noire sur case blanche f1 | 3 |
| 2 | Roi noir sur case blanche d7 · Pion blanc sur case noire f6 · Dame blanche sur case noire e5 · Roi blanc sur case noire g5 · Pion blanc sur case noire g3 · Dame noire sur case blanche f1 | Roi noir sur case blanche d7 · Pion blanc sur case noire f6 · Dame blanche sur case noire e5 · Roi blanc sur case noire g5 · Pion blanc sur case noire g3 · Dame noire sur case blanche f1 | Roi noir sur case blanche d7 · Pion blanc sur case noire f6 · Dame blanche sur case noire e5 · Roi blanc sur case noire g5 · Pion blanc sur case noire g3 · Dame noire sur case blanche f1 | Roi noir sur case blanche d7 · Pion blanc sur case noire f6 · Dame blanche sur case noire e5 · Roi blanc sur case noire g5 · Pion blanc sur case noire g3 · Dame noire sur case blanche f1 | Roi noir sur case blanche d7 · Pion blanc sur case noire f6 · Dame blanche sur case noire e5 · Roi blanc sur case noire g5 · Pion blanc sur case noire g3 · Dame noire sur case blanche f1 | Roi noir sur case blanche d7 · Pion blanc sur case noire f6 · Dame blanche sur case noire e5 · Roi blanc sur case noire g5 · Pion blanc sur case noire g3 · Dame noire sur case blanche f1 | Roi noir sur case blanche d7 · Pion blanc sur case noire f6 · Dame blanche sur case noire e5 · Roi blanc sur case noire g5 · Pion blanc sur case noire g3 · Dame noire sur case blanche f1 | Roi noir sur case blanche d7 · Pion blanc sur case noire f6 · Dame blanche sur case noire e5 · Roi blanc sur case noire g5 · Pion blanc sur case noire g3 · Dame noire sur case blanche f1 | 2 |
| 1 | Roi noir sur case blanche d7 · Pion blanc sur case noire f6 · Dame blanche sur case noire e5 · Roi blanc sur case noire g5 · Pion blanc sur case noire g3 · Dame noire sur case blanche f1 | Roi noir sur case blanche d7 · Pion blanc sur case noire f6 · Dame blanche sur case noire e5 · Roi blanc sur case noire g5 · Pion blanc sur case noire g3 · Dame noire sur case blanche f1 | Roi noir sur case blanche d7 · Pion blanc sur case noire f6 · Dame blanche sur case noire e5 · Roi blanc sur case noire g5 · Pion blanc sur case noire g3 · Dame noire sur case blanche f1 | Roi noir sur case blanche d7 · Pion blanc sur case noire f6 · Dame blanche sur case noire e5 · Roi blanc sur case noire g5 · Pion blanc sur case noire g3 · Dame noire sur case blanche f1 | Roi noir sur case blanche d7 · Pion blanc sur case noire f6 · Dame blanche sur case noire e5 · Roi blanc sur case noire g5 · Pion blanc sur case noire g3 · Dame noire sur case blanche f1 | Roi noir sur case blanche d7 · Pion blanc sur case noire f6 · Dame blanche sur case noire e5 · Roi blanc sur case noire g5 · Pion blanc sur case noire g3 · Dame noire sur case blanche f1 | Roi noir sur case blanche d7 · Pion blanc sur case noire f6 · Dame blanche sur case noire e5 · Roi blanc sur case noire g5 · Pion blanc sur case noire g3 · Dame noire sur case blanche f1 | Roi noir sur case blanche d7 · Pion blanc sur case noire f6 · Dame blanche sur case noire e5 · Roi blanc sur case noire g5 · Pion blanc sur case noire g3 · Dame noire sur case blanche f1 | 1 |
|   | a | b | c | d | e | f | g | h |   |

McShane 2706 – Kramnik 2801, mémorial Tal 2012, ronde 7
Code ECO : C67. Partie espagnole (défense berlinoise ouverte)
1.e4 e5 2.Cf3 Cc6 3.Fb5 Cf6 4.0-0 Cxe4 5.Te1 Cd6 6.Cxe5 Fe7 7.Ff1 Cxe5 8.Txe5 0-0 9.d4 Ff6 10.Te1 Te8 11.Ff4 Txe1 12.Dxe1 Ce8 13.Cc3 Fxd4 14.Cd5 d6 15.Fg5 Ff6 16.Cxf6+ Cxf6 17.Fxf6 gxf6 18.De4 f5 19.De3 Fe6 20.Dg3+ Rf8 21.Dc3 Re7 22.Te1 Rd7 23.Fc4 Dh8 24.Fxe6+ fxe6 25.Db3 Te8 26.Dxb7 Tb8 27.Dxa7 Dxb2 28.Da4+ Db5 29.Dh4 Da5 30.Dxh7+ Rc6 31.Tc1 Dxa2 32.Dh5 Db2 33.Dd1 Rd7 34.g3 e5 35.c4 Re7 36.De1 Tb3 37.c5 d5 38.Td1 c6 39.Da5 Rd7 40.Da4 Tb5 41.Dh4 Txc5 42.Dh7+ Rd6 43.Dg6+ Rc7 44.Dxf5 e4 45.h4 Tc3 46.De5+ Rb7 47.h5 Tb3 48.De7+ Rb6 49.Dd8+ Rb7 50.Dd7+ Rb6 51.Dd8+ Rb7 52.De7+ Rb6 53.De8 Rb7 54.h6 Tf3 55.De7+ Ra6 56.Dc5 Rb7 57.De7+ Ra6 58.Dc5 Rb7 59.Tc1 Tf6 60.h7 Th6 61.Rg2 Db3 62.De7+ Rb6 63.Dd8+ Rb7 64.Dd7+ Rb6 65.Txc6+ Txc6 66.Dd8+ Ra7 67.Dd7+ Rb6 68.Dd8+ Ra7 69.h8D Df3+ 70.Rh3 Th6+ 71.Dxh6 Dh1+ 72.Rg4 Dxh6 73.Dxd5 Df6 74.Df5 Dd4 75.Df4 Rb7 76.Rf5 Dd5+ 77.De5 Df7+ 78.Df6 Dd5+ 79.Rf4 Dd2+ 80.Rxe4 De2+ 81.Rd5 Da2+ 82.Rd6 Da3+ 83.Re6 Da2+ 84.Re7 De2+ 85.Rf7 Dh5+ 86.Rg7 Dg4+ 87.Dg6 Dd4+ 88.Df6 Dg4+ 89.Rh6 De2 90.Rg5 Rc7 91.f4 Df3 92.De5+ Rd7 93.f5 Df1 94.f6 1 – 0